# Acherontia solani
Acherontia solani är en fjärilsart som beskrevs av Lorenz Oken 1815. Acherontia solani ingår i släktet Acherontia och familjen svärmare. Inga underarter finns listade i Catalogue of Life.